# ビデオトロン・センター
ビデオトロン・センター（仏: Centre Vidéotron）は、カナダのケベック・シティーに所在する多目的アリーナ。カナダ国内では6番目、ケベック州では2番目の規模を持つ。将来はNHLチームの誘致を行う。将来的には冬季五輪の会場としても使用される見込み。

## 概要
命名権はケベック州にケーブル事業を手がけるビデオトロンが取得した。